# Club Sportivo Independiente
|  | No s'ha de confondre amb Club Atlético Independiente. |

El Club Sportivo Independiente, també anomenat Independiente de General Pico, és un club argentí de bàsquet de la ciutat de General Pico. A més de basquetbol té seccions de futbol, handbol i voleibol, entre d'altres.
Fou campió de la lliga argentina de bàsquet en una ocasió i tres cops més subcampió.

## Palmarès
- Liga Nacional (1): 
  - 1994-95
- Campionat sud-americà de clubs de bàsquet (2): 
  - 1996

## Jugadors destacats
- Andrés Nocioni (1997–99)[3]
- Hernán Montenegro (1997–98)[4]